# Anolis confusus
Espèce
Synonymes
- Norops confusus (Estrada & Garrido, 1991)

Anolis confusus est une espèce de sauriens de la famille des Dactyloidae. 

## Répartition
Cette espèce est endémique de Cuba.

## Publication originale
- Estrada & Garrido, 1991 : Dos nuevas especies de Anolis (Lacertilia: Iguanidae) de la región oriental de Cuba. Caribbean Journal of Science, no 27, p. 146-161.